# 小沼正

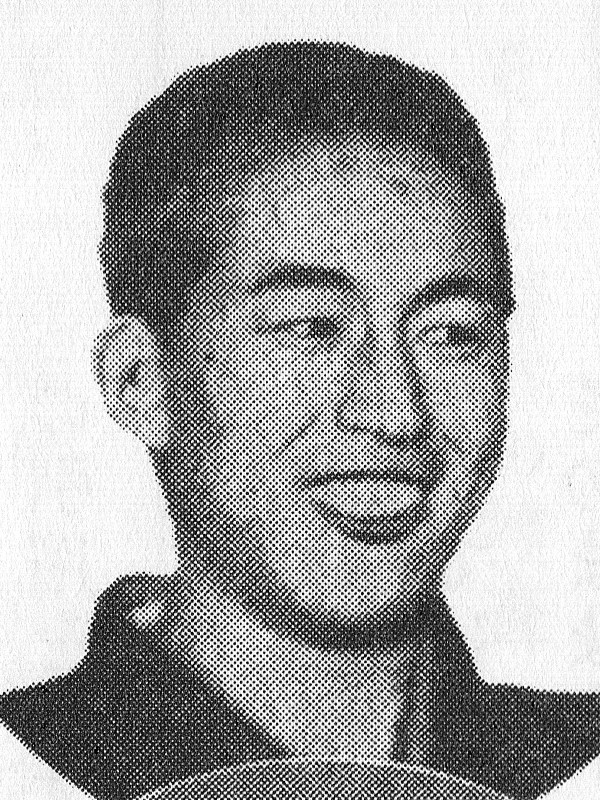
小沼正

小沼 正（おぬま しょう、1911年〈明治44年〉12月29日 - 1978年〈昭和53年〉1月17日）は、昭和時代の日本の国家主義者・テロリスト・業界公論社社長。別名は広晃。血盟団事件において、井上準之助の暗殺を実行した。

## 来歴
茨城県那珂郡平磯町磯崎出身。漁業梅吉の三男として、明治以降の中堅階層を代表する家庭で生まれた。教育勅語そのままの家庭で少年時代を過ごして成長したが、実家の事業が失敗。1926年に平磯尋常高等小学校を卒業して大工の徒弟となり、その後東京市内などにおいて店員となる。再起を決して上京したが、貧困から這い上がろうとしても、独占営業者の専横や警察署の腐敗を身にしみ、そうした中で悪戦苦闘していた。さらに昭和恐慌で最終的に家族離散となった。病のため1929年6月ごろに帰郷。
重なる挫折を味わっていた1930年（昭和5年）に井上日召を知り、血盟団に加わった。立正護国堂に入り、日蓮信仰と国家革新の思想を学んだが、やがて井上日召の家父長的カリスマの影響下に捨て石的革命運動に没入。絶望的な反抗心を育み、テロリズムに到達していった。
1932年（昭和7年）2月9日に総選挙の応援演説のため、東京・本郷の駒本小学校を訪れた前大蔵大臣の井上準之助が校門にさしかかった時に、小沼は背後から銃弾3発を撃ち込んだ。井上準之助は第1弾を右胸部、第2弾を左腰部、第3弾を脊椎に撃たれて絶命した（血盟団事件）。
逮捕された小沼は「旧正月帰郷した時、百姓の窮乏見るに忍びず、これは前蔵相のやり方が悪かったから殺意を生じた」、「日本国民党の寺田稲次郎の家に住んでいた」と自供。寺田は小沼の印象を「牛のような男」と語っている。小沼は井上準之助襲撃の前日は玉の井で散財していた。ピストルは伊東亀城少尉から盗んだものとされたが、後に井上日召より渡されたものとなっている。
1934年（昭和9年）11月22日に無期懲役となったが、1940年（昭和15年）に恩赦で仮出所。戦後、公職追放となり、1949年（昭和24年）業界公論社社長を務める。
1953年（昭和28年）、右翼運動を再開。右翼反体制派テロの原型を作った人物として、若手を中心とした新右翼などに強い影響を与えた。右翼活動の一環として『一殺多生』も著わす。1978年（昭和53年）1月17日、胃がんにより東京都新宿区の病院にて死去。満66歳没。

## 人物
千葉真一は映画『日本暗殺秘録』で小沼正を演じたが、小沼に会った時の様子を「撮影を観に来てくれたが、物静かな方だった。撮影終了後に『千葉さん、良かったです。本当にあの通りの気持ちでした』と声をかけてくださった。『ああ、この芝居で間違ってなかったんだ』と、役者冥利に尽きる思いだった」と語っている。同作品のDVDの特典映像（映画公開前の特報）では、千葉と談笑する小沼の姿が映っている。

## 著書
- 血盟団事件公判速記録刊行会 編『血盟団事件上申書・獄中手記』業界公論社、1971年。（共著）
- 小沼正『一殺多生 血盟団事件・暗殺者の手記』読売新聞社、1974年。

## 登場作品
- 日本暗殺秘録 （1969年、東映） - 演：千葉真一
- 『男子の本懐』（1981年1月4日放送、NHKドラマ特番） - 城山三郎原作の長時間ドラマ。小沼をモデルにした「大沼忠」という人物を勝野洋が演じ、その内縁の妻を森下愛子が演じた。
- 『テロルの系譜』「血盟団」 - かわぐちかいじの漫画作品。